# Camilla Herrem
Camilla Herrem (* 8. Oktober 1986 in Stavanger, Norwegen) ist eine norwegische Handballspielerin. Sie spielt meist auf Linksaußen.

## Karriere
Camilla Herrem begann ihre Karriere beim norwegischen Verein Sola HK, wo sie mit 16 Jahren ihre ersten Einsätze in der höchsten norwegischen Spielklasse erhielt. Während der Saison 2005/06 wechselte Herrem zum Trondheimer Verein Byåsen IL, bei dem sie am 4. Januar 2006 ihr Debüt gegen Gjerpen gab. In der Saison 2014/15 lief sie für den rumänischen Erstligisten HCM Baia Mare auf. In der Saison 2015/16 stand sie beim dänischen Erstligisten Team Tvis Holstebro unter Vertrag. Mit Holstebro gewann sie den Europapokal der Pokalsieger. Anschließend wechselte Herrem zum mazedonischen Verein ŽRK Vardar SCBT. Mit Vardar gewann sie 2017 die mazedonische Meisterschaft sowie den mazedonischen Pokal. Im Sommer 2017 kehrte sie zu Sola HK zurück. Ab September 2022 pausierte sie schwangerschaftsbedingt. Im Juni 2025 wurde bei ihr Brustkrebs diagnostiziert.
Für die norwegische Nationalmannschaft gab sie am 3. April 2006 gegen Schweden ihr Länderspieldebüt, bei dem sie drei Treffer erzielte. Am 14. Dezember 2008 wurde sie mit Norwegen in Mazedonien bei der Europameisterschaft 2008 Europameister. Sie gehörte zum Aufgebot ihres nationalen Verbandes bei der Weltmeisterschaft 2009 in der Volksrepublik China, wo Norwegen den dritten Platz belegte. Im Jahr 2010 verteidigte Herrem mit Norwegen den EM-Titel und ein Jahr später folgte der WM-Titel. Im Sommer 2012 nahm Herrem an den Olympischen Spielen in London teil, wo sie die Goldmedaille gewann. Die Norwegerin nahm weiterhin an der Weltmeisterschaft 2013 teil. 2014 feierte sie ihren dritten EM-Titel. Ein Jahr später gewann sie ihren zweiten WM-Titel. Im Finale war sie mit sieben Treffern die erfolgreichste Torschützin der norwegischen Mannschaft. Bei den Olympischen Spielen 2016 in Rio de Janeiro gewann sie die Bronzemedaille. Bei der Europameisterschaft 2016 gewann sie erneut den EM-Titel und wurde zusätzlich in das All-Star-Team gewählt. Ein Jahr später gewann sie die Silbermedaille bei der Weltmeisterschaft in Deutschland. Wenige Tage nach dem Finale gab Herrem ihre erste Schwangerschaft bekannt. Nachdem sich Thea Mørk bei der Europameisterschaft 2018 verletzt hatte, rückte Herrem in den Kader der norwegischen Nationalmannschaft.
Herrem gewann bei der Europameisterschaft 2020 ihrem fünften EM-Titel. Mit insgesamt 33 Treffern belegte sie den fünften Platz in der Torschützenliste. Zusätzlich wurde sie in das All-Star-Team gewählt. Mit der norwegischen Auswahl gewann sie die Bronzemedaille bei den Olympischen Spielen in Tokio. Herrem erzielte im Turnierverlauf insgesamt 14 Treffer. 2021 gewann sie zum dritten Mal die Weltmeisterschaft. Zwei Jahre später errang sie die Silbermedaille bei der Weltmeisterschaft, bei der sie 42 Tore warf. Bei den Olympischen Spielen in Paris gewann sie zum zweiten Mal die Goldmedaille. Nach dem Gewinn der Europameisterschaft 2024 beendete sie ihre Länderspiellaufbahn.

## Privates
Herrem ist seit Juli 2013 mit dem norwegischen Handballspieler Steffen Stegavik verheiratet. Im Juli 2018 brachte sie einen Sohn zur Welt. Der zweite gemeinsame Sohn wurde im März 2023 geboren.